# Ross Rocklynne
Ross Rocklynne (eigentlich Ross Louis Rocklin; geboren am 21. Februar 1913 in Cincinnati, Ohio; gestorben am 29. Oktober 1988 in Los Angeles, Kalifornien) war ein amerikanischer Science-Fiction-Autor.

## Leben
Ross Rocklynne besuchte die Schule in Cincinnati und arbeitete danach in verschiedenen Berufen, unter anderem war er Story Analyst bei Warner Brothers und Angestellter in einer Literaturagentur. Seine erste Kurzgeschichte Man of Iron erschien 1935 in dem Pulp-Magazin Astounding. Im folgenden Jahrzehnt veröffentlichte er über 60 weitere Kurzgeschichten, von denen einige 1973 in zwei Sammelbänden nachgedruckt wurden, wobei The Sun Destroyers die Storys aus der Kurzgeschichtenserie Colbie & Deverel und The Men and the Mirror die aus der Darkness-Serie enthielt. 
Seine Erzählung Quietus (deutsch als Ausklang bzw. Tödliche Verwechslung, übersetzt von Walter Ernsting) erschien 1946 in der von Raymond J. Healy und J. Francis McComas herausgegebenen Anthologie Adventures in Time and Space, und Jackdaw wurde in Groff Conklins The Best of Science Fiction (1946) aufgenommen. Im deutschen Sprachraum wohl am bekanntesten ist die Kurzgeschichte Time Wants a Skeleton von 1941, übersetzt als Ring der Verdammnis bzw. Die Zeit braucht ein Skelett. Diese Erzählung war auch in der von Isaac Asimov, Charles G. Waugh und Martin H. Greenberg zusammengestellten Anthologie The Mammoth Book of Golden Age Science Fiction enthalten.
In den 1950er Jahren ließ Rocklynnes Produktivität nach, da er sich in diesen Jahren stark für Dianetik interessierte. Ab 1968 folgte dann aber ein starkes Comeback, bei dem er zeigte, dass er sich den gewandelten Formen der Science-Fiction durchaus anpassen konnte, unter anderem in seiner Erzählung Ching Witch!, die 1972 in Harlan Ellisons Anthologie Again, Dangerous Visions erschien.
Rocklynne fand mit seiner Science-Fiction durchaus Anerkennung bei der Kritik, auch wenn er bei den Lesern nicht die gleiche Popularität wie andere Autoren des Goldenen Zeitalters der Science-Fiction erlangte und kein Klassiker wie Heinlein oder Isaac Asimov wurde. So spricht Reclams Science-fiction-Führer. von einem zu „Unrecht unterbewertete[n] Autor“ und Clute und Nicholls bescheinigen ihm eine sehr interessante, wenn auch blühende Phantasie. 
Chad Oliver schließlich urteilte über seinen älteren Kollegen: 

„Ross Rocklynne was never less than a capable storyteller. However, he tried to be more than that: he pushed himself instead of always taking the easy way. He was a major creator of the science fiction of the past, but he was also one of those who pointed the way ahead.“

„Ross Rocklynne war stets zumindest ein kompetenter Erzähler. Er wollte aber mehr sein und trieb sich an, statt es sich immerzu einfach zu machen. Er war ein einer der großen Gestalter der Science-Fiction in der Vergangenheit, wies aber darüber hinaus in die Zukunft.“

Rocklynne hatte 1941 Frances Rosenthal geheiratet und mit ihr zwei Söhne. Die Ehe wurde 1947 geschieden. 1988 ist Rocklynne im Alter von 75 Jahren gestorben.

## Bibliografie
Romane
- The Day of the Cloud (1942)
- Pirates of the Time Trail (1943)

Colbie & Deverel (Kurzgeschichtenserie)
- At the Center of Gravity (1936)
- Jupiter Trap (1937)
- The Men and the Mirror (1938)
- The Men and the Mirror (1973, Sammlung)

Darkness (Kurzgeschichtenserie)
- Into the Darkness (1940)
  - Deutsch: Durch die Finsternis. Übersetzt von Rudolf Mühlstrasser. In: Science-Fiction-Stories 41. Ullstein 2000 #77 (3081), 1974, ISBN 3-548-03081-5. Auch als: In die Dunkelheit. Übersetzt von Eva Malsch. In: Isaac Asimov, Martin H. Greenberg (Hrsg.): Die besten Stories von 1940. Moewig (Playboy Science Fiction #6711), 1980, ISBN 3-8118-6711-3.
- Daughter of Darkness (1941)
- Abyss of Darkness (1942)
- Revolt of the Devil Star (1951, auch als Rebel of the Darkness, 1951)
- The Sun Destroyers (1973, Sammlung)

Kurzgeschichten
- Man of Iron (1935)
- Anton Moves the Earth (1936)
- Water for Mars (1937)
- Escape Through Space (1938)
- “Who was Dilmo Deni?” (1938)
- The Empress of Mars (1939)
- Pressure (1939)
- The Moth (1939)
- And Then There Was One (1940)
- The Tantalus Death (1940)
- Trans-Plutonian Trap (1940)
- Unguh Made a Fire (1940)
  - Deutsch: Aufstieg und Untergang. In: Hans Joachim Alpers, Werner Fuchs (Hrsg.): Die Vierziger Jahre I. Hohenheim (Edition SF im Hohenheim Verlag), 1982, ISBN 3-8147-0027-9. Auch als: Unguh machte ein Feuer. In: Walter Ernsting (Hrsg.): Utopia-Sonderband #2. Pabel, 1956.
- The Forbidden Dream (1940)
- The Mathematical Kid (1940)
- The Reflection That Lived (1940)
- Prophecy of Doom (1940)
- Quietus (1940)
  - Deutsch: Ausklang. In: Walter Ernsting (Hrsg.): Utopia-Sonderband #1. Pabel, 1955. Auch als: Tödliche Verwechslung. Übersetzt von Walter Ernsting. In: Walter Spiegl (Hrsg.): Science-Fiction-Stories 10. Ullstein 2000 #15 (2860), 1972, ISBN 3-548-02860-8.
- The Man Who Never Lived (1940)
- Atom of Death (1940)
- The Gods Gil Made (1940)
- Collision Course (1941)
- The Vanishing Witnesses (1941)
- Exiles of the Desert Star (1941)
- The Immortal (1941)
  - Deutsch: Ewigkeit. In: Walter Ernsting (Hrsg.): Utopia Science Fiction Magazin #6. Pabel, 1957.
- Big Man (1941)
- Mutiny Aboard the “Terra” (1941)
- Time Wants A Skeleton (1941)
  - Deutsch: Ring der Verdammnis. Pabel (Topia #93), 1957. Auch als: Die Zeit braucht ein Skelett. In: Isaac Asimov (Hrsg.): Die besten Stories von 1941. Moewig (Playboy Science Fiction #6713), 1981, ISBN 3-8118-6713-X.
- The Voice (1941)
- The Wicked People (1942)
- The Electrical Butterflies (1942)
- Task to Lahri (1942)
- Jackdaw (1942)
- Return from Zero (1942)
- Interlude (1942)
- Storm in Space (1942)
- The Creator (1942)
- Backfire (1943)
- For Sale—One World (1943)
- Slaves of the Ninth Moon (1943)
- The Sandhound (1943)
- Warrior Queen of Lolarth (1943)
- Exile to Centauri (1943)
- The Powerful Pipsqueak (1943)
- Beyond the Boiling Zone (1943)
- Intruders from the Stars (1944)
- The Invisible Army (1944)
- Victory Drums (1944)
- The Giant Runt (1944)
- Secret of Chamuki (1945)
- The Sandhound Strikes (1945)
- Cosmic Yo-Yo (1945)
- Venus Sky-Trap (1945)
- The Last Outpost (1945)
- Gift Horse (1945)
- The Bubble Dwellers (1945)
- The Infidels (1945)
- The Diversifal (1945)
- A Matter of Length (1946)
- Captives of the Weir-Wind (1946)
- The Bottled Men (1946)
- Extra Earth (1946)
- The Ice World (1946)
- Six Tuesdays (1946)
- The Good Egg (1946)
- Giant of Ganymede (1946)
- Distress Signal (1947)
- Jaywalker (1950)
- Out of the Atomfire (1951, mit Bryce Walton)
- Slave-Ship to Andrigo (1951)
- They Fly So High (1952)
- Courtesy Call (1952)
- Interplanetary Tin Can (1952)
- Chicken Farm (1953)
- Fulfillment (1953)
- Alphabet Scoop (1953)
- The Big Tick (1953)
  - Deutsch: Etwas stirbt. In: Utopia Science Fiction Magazin #9. Pabel, 1957.
- X Marks the Asteroid (1954)
- Sorry: Wrong Dimension (1954)
- Variant: Sorry Wrong Dimension (1978)
- Winner Take All (1954)
- Touch of the Moon (1968)
- Daisies Yet Ungrown (1968)
- Find the Face (1968)
- The Sound of Space (1968)
- Moon Trash (1970)
- The Ideas (1971) with Edith Ogutsch
- The Passing of Auntie Mat (1971)
- The Lorn of Toucher (1971)
- Ching Witch! (1972)
- Fat City (1972)
- Randy-Tandy Man (1973)
- Othuum, Chapter Five: The Doom That Came to Blagham (1974)
- Emptying the Plate (1975)